# مهرجان كان السينمائي 2011
مهرجان كان السينمائي لعام 2011 هو الدورة الـ64 للمهرجان عقد في 11 إلى 22 مايو من عام 2011، حصل فيلم «شجرة الحياة» للمخرج الأمريكي تيرنس ماليك على السعفة الذهبية.